# Very Confidential
Pour plus de détails, voir Fiche technique et Distribution.
Very Confidential (littéralement : Très confidentiel) est un film américain réalisé par James Tinling, sorti en 1927.

## Fiche technique
- Titre : Very Confidential
- Réalisation : James Tinling
- Scénario : Randall Faye, James Kevin McGuinness
- Photographie : Joseph H. August
- Producteur : William Fox
- Société de production : Fox Film Corporation
- Société de distribution : Fox Film Corporation
- Pays de production :  États-Unis
- Langue : Anglais américain
- Métrage : 1 800 m (6 bobines)
- Format : Noir et blanc — 35 mm — 1,33:1 — Muet
- Genre : Comédie romantique
- Durée : 60 minutes
- Date de sortie : 
  - États-Unis : 6 novembre 1927

## Distribution
- Madge Bellamy : Madge Murphy
- Patrick Cunning : Roger Allen
- Mary Duncan : Priscilla Travers
- Joseph Cawthorn : Donald Allen
- Marjorie Beebe (en) : Stella
- Isabelle Keith (en) : Adelaide Melbourne
- Carl von Haartman (en) : le chauffeur